# 巴洛 (肯塔基州)
巴洛（英語：Barlow），是美国肯塔基州的一座城市。建立于1875年，面积约为1.6平方公里（0.6平方英里）。根据2010年美国人口普查，该市的人口为675人。